# Soweto
Soweto (South West Township) er navnet på en fattig bydel udenfor Johannesburg i Sydafrika med et anslået indbyggertal på ca. to millioner. Byområdet dækker et område på godt 65 km2.
Soweto blev i 1970'erne et begreb og et symbol på sort bevidstgørelse og modstandskamp mod apartheidregimet.